# جيني سيمبسون
جيني سيمبسون (بالإنجليزية: Jennifer Simpson)‏ هي عدائة المسافات المتوسطة أمريكية، ولدت في 23 أغسطس 1986 في ويبستر سيتي في الولايات المتحدة.

## وصلات خارجية
- جيني سيمبسون على موقع الاتحاد الدولي لألعاب القوى (الإنجليزية)
- جيني سيمبسون على موقع الاتحاد الأمريكي لسباقات المضمار والميدان (الإنجليزية)
- جيني سيمبسون على موقع الاتحاد الأمريكي لسباقات المضمار والميدان (الإنجليزية)
- جيني سيمبسون على موقع الدوري الماسي (الإنجليزية)
- جيني سيمبسون على موقع أوليمبيديا (الإنجليزية)
- جيني سيمبسون على موقع اللجنة الأولمبية والبارالمبية الأمريكية (الإنجليزية)
- جيني سيمبسون على موقع اللجنة الأولمبية والبارالمبية الأمريكية (الإنجليزية)